# 크래쉬 다이브
《크래쉬 다이브》(Crash Dive)는 미국에서 제작된 아치 메이오 감독의 1943년 전쟁, 드라마, 멜로/로맨스 테크니컬러 영화이다. 타이론 파워, 앤 백스터, 데이나 앤드루스가 주연으로 출연하였고 밀턴 스펄링 등이 제작에 참여하였다. 이 영화는 타이론 파워의 마지막 작품이다.

## 출연

### 주연
- 타이론 파워
- 앤 백스터
- 데이나 앤드루스

### 조연
- 제임스 글리슨
- 메이 휘티
- 해리 모건
- 벤 카터[1]

## 기타
- 미술: 리처드 데이
- 미술: 와이어드 이넌
- 의상: 얼 루익